# Vukašin Jovanović
Vukašin Jovanović (serbisch-kyrillisch Вукашин Јовановић; * 17. Mai 1996 in Belgrad) ist ein serbischer Fußballspieler, der aktuell in Zypern bei Apollon Limassol unter Vertrag steht.

## Karriere

### Verein

#### Bis 2016: Roter Stern Belgrad
Jovanović begann seine fußballerische Ausbildung beim FK Winner bzw. erst beim FK Roter Stern Belgrad. Dort durchlief er ab der U15 alle Altersklassen. In der Saison 2013/14 stand er einmal im Kader der Profis. Am 1. Spieltag (9. August 2014) der Folgesaison gab er sein Debüt für die Mannschaft, als er bei einem Sieg über den FK Radnički Niš in der 90. Minute für Darko Lazić ins Spiel kam. In der Saison kam er jedoch nur zu 12 weiteren Ligaeinsätzen, aber wurde mit der Profimannschaft am Ende Vizemeister der SuperLiga. In der Folgesaison entwickelte er sich zum Stammspieler und traf am 30. August 2015 (8. Spieltag) im Spiel gegen den FK Mladost Lucani das erste Mal im Profibereich. Im weiteren Saisonverlauf spielte er insgesamt 19 Mal in der SuperLiga und konnte dabei zwei Treffer erzielen. Außerdem gab Jovanović in jener Saison sein Debüt im internationalen Bereich im Spiel gegen Kairat Almaty in der Europa-League-Qualifikation.

#### 2016 – 2017: Zwischenstation bei Zenit
In der Winterpause wechselte er für zwei Millionen Euro nach Russland zu Zenit St. Petersburg. Bei Zenit spielte er jedoch nie für die Profis, gab aber am 12. März 2016 (25. Spieltag) sein Debüt für die zweite Mannschaft gegen Wolgar Astrachan. Am 2. Mai 2016 (34. Spieltag) schoss er im Spiel gegen Kamas Nabereschnyje Tschelny sein erstes Tor in der Perwenstwo FNL. Insgesamt kam er in der Saison für die zweite Mannschaft 12 Mal zum Einsatz, wobei er dieses eine Tor erzielte. Am Ende der Saison gewann die erste Mannschaft den Pokal und in der Folgesaison dann auch den Supercup, wo er immerhin im Kader stand. Allerdings kam er weiterhin für die Zweitmannschaft zum Einsatz und spielte 2016/17 13 Mal.

#### Seit 2017: Girondins Bordeaux
Im Januar 2017 wurde er zunächst für den Rest der Saison an Girondins Bordeaux in die Ligue 1 verliehen. Er debütierte am 7. Februar 2017 (24. Spieltag) bei einem 4:0-Auswärtssieg über den SM Caen. Für Bordeaux kam er in der Saison 2016/17 achtmal in der Liga zum Einsatz. Nach seiner Rückkehr wurde er binnen zwei Wochen an Bordeaux verkauft, die drei Millionen Euro für den jungen Serben zahlten. Bei Bordeaux wurde er in der Folgesaison zum Stammspieler und spielte bis zum Winter in 16 Ligue-1-Spielen. Nach einer Knieverletzung kurz vor der Winterpause wurde er nach Spanien an den SD Eibar verliehen. Jedoch kam er auch nach seiner Genesung nicht zu einem Primera-División-Einsatz. Nach seiner Rückkehr wurde er jedoch von Pablo verdrängt und kam in der Spielzeit nur 16 Mal in der Liga und jeweils einmal in Europa-League-Qualifikation, Pokal und Ligapokal zum Einsatz. Auch in der Folgesaison war er weiterhin außen vor und spielte wettbewerbsübergreifend nur elfmal. In dieser Saison kam er sogar noch kein einziges Mal in der Liga zum Einsatz.
Im Sommer 2021 verließ er Bordeaux und war fortan vereinslos.

#### Seit 2021: Apollon Limassol
Im August 2021 unterschrieb er in Zypern bei Apollon Limassol.

### Nationalmannschaft
Jovanović spielte 2013 einmal für die U17 der Serben. In den Jahren 2013 und 2015 spielte er jeweils einmal für die U18 Serbiens. Überschneidend dazu spielte er von 2014 bis 2015 zehnmal für die U19 seines Landes und nahm mit ihr an der U19-Europameisterschaft 2014 in Ungarn teil. Mit der U20 gewann Jovanović die U20-WM 2015 im Finale gegen Brasilien. Für die U21 spielte er in fast vier Jahren 25 Mal und das in acht Spielen als Kapitän der Mannschaft. Dabei nahm er an den Europameisterschaften 2017 und 2019 teil.

## Erfolge
Verein
- Serbischer Vize-Meister: 2015
- Russischer Pokalsieger: 2016
- Russischer Supercup-Sieger: 2016

Nationalmannschaft
- U20-Weltemeister: 2015